# 紹興の和議
紹興の和議（しょうこうのわぎ）もしくは皇統の和議（こうとうのわぎ）は、金と南宋の間の対立を終結させた条約。1142年（南宋の紹興12年/金の皇統2年）に成立した。

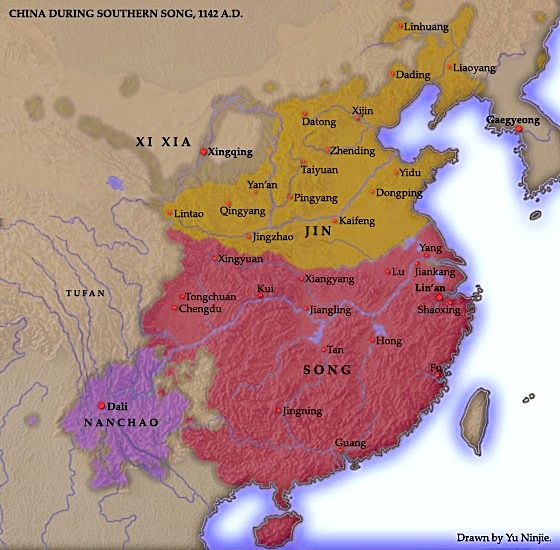
この条約により、金と南宋の国境が確定した。

両国の国境線が定められ、南宋は淮河以北の旧領（かつての首都開封を含む）を放棄することとなった（西側は大散関を境とした）。1141年に宰相の秦檜が主戦派を抑えて条約を結び、南宋は金の臣となり南宋皇帝は金から冊封される地位とされ、毎年、銀25万両と絹25万疋を金に歳貢として献じることとなった。高宗は岳飛を死罪に処し、韓世忠を免ずることを強いられた。つまりこの条約は、金の朝貢国という立場へと、南宋を引き下げることとなった。
この関係は1164年まで続いた後、隆興の和議で両国の君臣関係が解消されて叔父（金）と甥（宋）の関係に改められ、歳貢を歳幣と改称したほか、歳幣もそれまでの銀25万両・絹25万疋から銀20万両・絹20万疋に減じられている。